# Bertil Mårtensson
Bertil Mårtensson (född 6 juni 1945 i Malmö, död 4 november 2018 i Helsingborg,) var en svensk författare och filosof, som författare mest känd för sina science fiction-romaner och noveller, sina prisbelönta deckare, samt fantasytrilogin Maktens vägar. Han var prefekt och lektor i filosofi och vetenskapsteori vid Umeå universitet och lektor i teoretisk filosofi vid Lunds universitet. Bertil Mårtensson gav bland annat ut en lärobok i formell logik och var flitigt verksam som föreläsare och skribent inom vetenskapsteori och etik. Han komponerade därtill musik, såväl elektronisk som noterad. Denna artikel behandlar hans skönlitterära arbeten. Mårtenssons parallella tillvaro som filosof märks dock ganska tydligt i hans litterära böcker, även de tidigaste.
Bertil Mårtenssons föräldrar kom från Österlen, närmare bestämt Tommarp, där hans fars morfar var kyrkvaktmästare, och Simrishamn, men de flyttade tidigt till Malmö. Bertil Mårtensson var 1971–2005 gift med författaren Bodil Mårtensson. De hade en son tillsammans. Mårtensson var under 80-talet ordförande i Skånes författarsällskap och under 90-talet i Skånska Deckarsällskapet och var sedan 1994 bosatt i Rydebäck. Han avled på sjukhus den 4 november 2018 i sviterna av rökförgiftning i samband med en brand i hans bostad tre dagar tidigare.

## Debut inom science fiction
Bertil Mårtensson debuterade med novellen Urhemmet i Häpna! nr 12 1963, som följdes upp av Den femte resan i nr 2 1964, och skräcknovellen Bussen i Metallarbetaren samma år.
Han blev något tidigare runt 1962 aktiv inom science fiction-fandom och publicerade en rad noveller, artiklar och recensioner i Science Fiction Forum utgiven av Skandinavisk Förening för Science Fiction, som han också var medredaktör av tillsammans med John-Henri Holmberg och Mats Dannewitz Linder under sextiotalet, samt periodvis även 1992-2002. 1963-65 utgav han det satiriska fanzinet OGRE , samt också i stencil ett fingerat grekiskt drama Korparna (Hoi Korakes) med motiv ifrån science fiction-fandom.
Efter en rad noveller debuterade Mårtensson i bokform med romanen Detta är verkligheten som utgavs i Danmark i översättning av Jannick Storm i april 1968 under titeln Verdener uden grænse och av Bonniers i september samma år under förstnämnda titel. I romanen upplever huvudpersonen ett romantiskt äventyr som hjälte för att sedan vakna upp i en helt annan form av verklighet och finna att han längtar tillbaka – samtidigt som han får veta att alltihop bara varit en illusion alstrad av maskiner i samråd med hans undermedvetna. Berättelsen får också en prägel av utopi, eller möjligen dystopi, för vad är livets mening när teknologin löst alla problem? Berättelsen utvecklar också motivet med parallella världar på ett sätt som erinrar om teorier som under sjuttiotalet skulle bli populära inom den teoretiska fysiken. Dessa tankar hade föregångare främst i Fredric Browns What Mad Universe 1949. Detta är verkligheten prisbelöntes vid den paneuropeiska SF-kongressen Eurocon 1 1972. Den har utöver danska även översatts till tjeckiska (Světy bez hranic, Prag 1982). Bokens existentiella tema – sökandet efter sig själv och sin livsmening – återkommer i Mårtenssons senare böcker, som i Samarkand 5617 och Vingmästarens dotter (1992).
Bertil Mårtensson utgav en serie science fiction-romaner under sjuttiotalet. I Skeppet i kambrium (1974) kolliderar vårt universum med ett annat med en rad märkliga konsekvenser – handlingen utspelas i en virtuell rekonstruktion av sjuttiotalets London, i vilken framtidens oppositionella förvaras. 
Samarkand 5617 utspelas på den avlägsna planeten Vilahall vars mänskliga kolonister blivit lekbollar för de strategiska maskiner som vaknat till liv på planetens måne. 
Den miljöengagerade Jungfrulig planet handlar om människans utnyttjande av andra levande varelser och introducerar en art av intelligenta katter, som återkommer i den romanen Det gyllene språnget som är en förhistoria till den tidigare. 
Deral bågskytt skildrar en ung mans sökande efter livets mening i en värld efter ett väldigt civilisationsutplånande krig.
Noveller av Bertil Mårtensson har översatts till italienska, danska, franska, tyska (ryktesvis spanska) och engelska. En originalnovell återfinns t. ex. i Penguin World Omnibus of Science Fiction utgiven av Brian Aldiss och Sam J. Lundwall. Novellen är senare utgiven på svenska i Nova science fiction.
En defekt upplaga i pocket av Detta är verkligheten utkom i tidigt 80-tal, så småningom följd av en rättad. Den felaktiga pocketupplagan har omslag av färg och de sista sidorna saknas. Den rättade har rött omslag. Romanen kan läsas på nätet hos Projekt Runeberg (den är dock fortfarande copyright-belagd). Den har 2010 också utgivits som ljudbok, liksom (2011) deckaren Mahjongmorden. Bertil Mårtenssons mest omfattande litterära verk fantasytrilogin Maktens Vägar (Vägen bort, Vägen tillbaka, Vägen ut) har utgivits i en samlad volym via eLib (se nedan).

## Kriminalromaner
I slutet av sjuttiotalet utgav Bertil Mårtensson fyra kriminalromaner som utspelas i Malmömiljö, av vilka Växande hot erhöll Expressens Sherlock-pris som 1977 års bästa svenska kriminalroman. Flera av dessa finns som e-böcker eller ljudböcker (se nedan).

## Fantasy
Detta är verkligheten hade fantasyinslag, liksom den korta romanen Deral Bågskytt, även om båda var att se som science fiction i deras helhet. 1974 påbörjade Bertil Mårtensson arbetet med det som skulle bli fantasytrilogin Maktens vägar (I Vägen bort, II Vägen tillbaka, III Vägen ut). Detta verk utkom i en första upplaga 1979-83, och i en lätt reviderad och något kompletterad upplaga 1997, samt i en ytterligare revision som e-bok 2008. Verket är mer inspirerat av Tusen och en natt än av  Tolkien, och går snarare tillbaka på barndomens fantasivärld omsatt till en vuxenvärld. Även här spelar filosofiska motiv en viktig roll – huvudpersonen Jarel söker sin identitet genom böckerna, medan fursten Vaiz Algaz de Ruin söker såväl kärlek som bot för en kronisk sjukdom. En viktig person är också den vackra Andira som kan byta kön och bli mannen Ander och som därmed trasslar till sitt eget och andras kärleksliv. Och två flertusenåriga bröder Jore och Aulor utkämpar en ständigt pågående strid där Aulor vill återupprätta ett forntida välde byggt på makt och våld, vilket Jore och hans grupp bekämpar. Titeln Maktens vägar röjer att det samlade temat både berör makten över ens eget liv, som den mer tveksamma makten över andras.  Böckernas tendens kan sägas vara liberal på gränsen till vänligt anarkistisk och pluralistisk. De har delvis en nordisk ton. Världen av troll är inspirerad av John Bauers bilder. Berättelsesviten utges vara en serie legender återutgivna för en modern publik – dock i en helt annan verklighet än vår, ett slags parallellt universum.

## Senare
Efter Maktens Vägar koncentrerade sig Bertil Mårtensson mer på filosofisk forskning (av främst vetenskapshistorisk och kunskapsteoretisk art), men har även senare publicerat noveller och romaner, i bokform senast Vingmästarens dotter (1992) som utspelas på ännu en bortglömd kolonivärld där människor med hjälp av en symbios med lokalt liv utvecklat konsten att flyga – något som dock förbehålls adeln. Konflikten uppkommer när den som vill flyga inte får det av sociala skäl, medan den som av sociala skäl bör flyga inte vill det. Boken handlar således till stor del om självförverkligandets problematik, och konflikten individ–samhälle, eller individ-konvention.
Han medverkade även senare med essäer och noveller i tidskrifterna Nova science fiction och Mitrania.

## Priser och utmärkelser
- Eurocon Special Award 1972 (för "Detta är verkligheten")
- Hedersmedlem av Skandinavisk förening för science fiction
- Sherlock-priset 1977 för Växande hot

### Skönlitteratur
- Verdener Uden Grænse (översatt), Hasselbalchs 1968. På svenska Detta är verkligheten, Bonniers 1968.
  - Detta är verkligheten - världar utan gräns, talbok, Flying Bird Produktion oktober 2010.
- Skeppet i Kambrium, AoK 1974.
- Samarkand 5617, Bokád 1975. (även som mp3-bok 2008 se nedan)
- Adolf och javamännens gåta, Bokád 1976.
- Mah-jongmorden, Bokad 1976.
- Jungfrulig Planet, Bokád 1977.
- Växande hot, Bokad 1977 (Sherlock-priset 1977). (e-bok, se nedan)
- Mordet på dr Faust, Bokád 1978. (e-bok, se nedan)
- Sadisterna, Bokád 1979.
- Deral Bågskytt, SFSF 1979.
- Vakthundarna (lyrik), SFSF 1979.
- Vilse (noveller, med Steve Sem-Sandberg), SFSF 1979.
- Maktens Vägar: Vägen Bort, Bokád 1979.
- Maktens Vägar: Vägen tillbaka, Bokád 1980.
- Maktens Vägar: Vägen ut, Anmans 1983.
- Kontrakt med döden, Settern 1985.
- Förvandlas (3 noveller), Ellerströms 1986.
- Det gyllene språnget, Nyströms 1987.
- Vingmästarens dotter, Wiken, 1992.
- Maktens Vägar: Vägen Bort, ny reviderad och utökad upplaga, Replik 1997.
- Maktens Vägar: Vägen tillbaka, ny reviderad och utökad upplaga, Replik 1997.
- Maktens Vägar: Vägen ut, ny reviderad och utökad upplaga, Replik 1997.
- Samarkand 5617, mp3, inläst av Cecilia Wennerström, Wela förlag 2008.
- Maktens Vägar – den kompletta trilogin som samlad e-bok (se nedan)

Dessutom har Bertil Mårtensson publicerat många noveller, även översatt till engelska, tyska, franska med flera språk.
Se bibliografi.

#### Skönlitteratur på nätet
Nedanstående är tills vidare fria att läsa men fortfarande copyrightbelagda:
- Detta är verkligheten – https://runeberg.org/verkligh/
- Det Gyllene Språnget – http://www.las-en-bok.com/
- Skeppet i Kambrium - http://www.las-en-bok.com/
- Jungfrulig Planet - http://www.las-en-bok.com/

Följande finns att låna elektroniskt via bibliotek eller att köpa:
- Samarkand 5617 (audio) - http://www.welaforlag.se/mp3bok.htm
- Maktens Vägar komplett (3 volymer i en) - https://web.archive.org/web/20100830121154/http://www.elib.se/ebook_detail.asp?id_type=ISBN&id=9197770507
- Växande hot (kriminalroman) - https://web.archive.org/web/20120522225402/http://elib.se/ebook_detail.asp?id_type=ISBN&id=9197770515
- Växande hot (audio) - https://web.archive.org/web/20040914211332/http://www.elib.se/ebook_detail.asp?id_type=ISBN
- Mordet på Dr Faust (kriminalroman) - https://web.archive.org/web/20120522230713/http://elib.se/ebook_detail.asp?id_type=ISBN&id=9197770523
- Vingmästarens dotter (SF, fantasy) https://web.archive.org/web/20100830121000/http://www.elib.se/ebook_detail.asp?id_type=ISBN&id=919777054X
- Detta är verkligheten - världar utan gräns. https://web.archive.org/web/20101215090239/http://elib.se/ebook_detail.asp?id_type=ISBN&id=9186571036
- Mahjongmorden (audiobok) – https://web.archive.org/web/20131113153107/http://elib.se/ebook_detail.asp?id_type=ISBN&id=9186571044
- Skeppet i Kambrium - https://web.archive.org/web/20120522222511/http://elib.se/ebook_detail.asp?id_type=ISBN&id=9186571087

### Musik på nätet
- Quest (ur musiken till Maktens Vägar – Bertil Mårtenssons webbsida
- Samarkandvisan – till boken Samarkand 5617 – Bertil Mårtenssons webbsida
- Myspace http://www.myspace.com/martenssonbertil

### Facklitteratur
- Soma & Psyke (stencil i 3 häften, Filosofiska institutionen i Lund 1982)
- Praktisk vetenskapsteori, Studentlitteratur 1988 (med Tore Nilstun)
- Logik, en introduktion (2 upplagan), Studentlitteratur 1995
- Idéer och tankestilar – från Thales till Wittgenstein (i Vetandets Vägar, Studentlitteratur 1994)